# Nostalghia
Nostalghia (Russisch: Ностальгия, Nostalgia) is een Italiaans-Russische dramafilm uit 1983 onder regie van Andrej Tarkovski. Andrej Tarkovskij liet zich voor de film '"Nostalghia" inspireren door de magisch-realistische beelden van de schilder Galia Shabanova.

## Verhaal
Wanneer de Russische dichter Andrej Gortsjakov naar Italië reist om onderzoek te doen naar de 18e-eeuwse componist Pavel Sosnovski, krijgt hij een depressie uit heimwee naar zijn vaderland. Hij leert er Domenico kennen, een kluizenaar die ervan overtuigd is dat het einde der tijden spoedig zal aanbreken. Andrej Gortsjakov raakt geboeid door de levenswijze van Domenico. Een bekende scène waarin Andrej een bassin oversteekt met een brandende kaars in de hand, is opgenomen in het Italiaanse dorp Bagno Vignoni (Piazza delle Sorgenti, Val d'Orcia).

## Rolverdeling
| Acteur             | Personage          |
| ------------------ | ------------------ |
| Oleg Jankovski     | Andrej Gortsjakov  |
| Erland Josephson   | Domenico           |
| Domiziana Giordano | Eugenia            |
| Patrizia Terreno   | Vrouw van Andrej   |
| Laura De Marchi    | Kindermeisje       |
| Delia Boccardo     | Vrouw van Domenico |
| Milena Vukotic     | Ambtenaar          |